# Magister militum
Magister militum (česky: velitel vojska) bylo v pozdně antické římské armádě (zhruba v době mezi panováním císařů Konstantina I. a Herakleia) označení velitele oddílů mobilních jednotek.

## Vznik funkce
Tento zcela nový titul byl vytvořen v roce 314 poté, co byl úřad praefecta praetorio zbaven Konstantinem Velikým svých vojenských kompetencí. Prefekti měli od tohoto okamžiku na starosti pouze civilní záležitosti, čímž byla jejich moc značně podvázána. Původně existoval jeden velitel vojska pro pěchotu (ten se nazýval magister peditum – velitel pěchoty) a jeden pro jízdu (magister equitum – velitel jezdectva). Později byly tyto hodnosti sloučeny v jedinou – magister militum resp. magister utriusque militiae. Tím se z této funkce stala jedna z nejvyšších hodností v celém římském impériu. Od doby vlády Constantia II. působili jako velitelé jednotlivých pohraničních armád zvláštní, níže postavení velitelé vojska s působností v určité oblasti, např. magister equitum per Gallias (velitel polní armády v Galii), per Italiam, per Illyricum, per Orientem a navíc dva magistri militum praesentalis jako velitelé palácové stráže).

## Vývoj
Ve východořímské říši byly za vlády císaře Justiniána I. vytvořeny další velitelské hodnosti: magister militum per Armeniam, magister militum per Africam (v znovu dobyté Africe) a magister militum Spaniae (do jeho působnosti spadalo východořímské území dobyté na Vizigótech v Hispánii). Za určitých okolností byly velitelům vojsk udělovány zvláštní plné moci, které jejich nositelům umožňovaly rozhodovat fakticky jménem císaře. Ojediněle jim byla svěřována také kontrola civilní správy. Velitele vojsk s těmito oprávněními je proto možné pokládat za určitý předstupeň ve vývoji k pozdější hodnosti exarchy, třebaže velitelům vojsk byla pravomoc rozhodovat i v civilních záležitostech přidělována pouze ve výjimečných případech.
Magistri militum se nejpozději v 5. století stali de facto veliteli veškerých vojenských jednotek v západní polovině říše a získali tak rozhodující vliv na politiku státu (jako například Stilicho nebo Aetius). Naproti tomu východním císařům se dařilo lépe ovládat své mocné vojevůdce, jakým byl třeba Belisar. Po zániku západořímského císařství v roce 476 propůjčoval východořímský panovník titul velitele vojska také některým germánským náčelníkům a králům. Tento úřad, který až podezřele často zastávala osoba barbarského původu, existoval po celé období pozdní antiky. Teprve v průběhu 7. století se ve východořímské armádě upustilo od jeho používání, když byla stávající pohraniční vojska stažena z Thrákie, Arménie a Orientu do Malé Asie, kde byla zreorganizována v rámci nového themového systému uspořádání obrany říše.

## Významní magistri militum
- Claudius Silvanus
- Ursicinus
- Dagalaifus
- Nevitta
- Victor
- Flavius Theodosius
- Bauto
- Arbogast
- Stilicho
- Flavius Constantius
- Flavius Felix
- Aetius
- Aegidius
- Ricimer
- Flavius Aspar
- Flavius Theodoricus
- Belisar